# بنجامین تونیوتی
بنیامین تونیوتی (به فرانسوی: Benjamin Toniutti) (متولد ۳۰ اکتبر ۱۹۸۹ در اوت-رن فرانسه) بازیکن و کاپیتان تیم ملی والیبال فرانسه و فعلی باشگاه ویگل لهستان است. او در سال ۲۰۱۰ به تیم ملی فرانسه دعوت شد.